# Perossisoma

Rappresentazione schematica della struttura di un perossisoma

Il perossisoma è un organello (conosciuto anche con il termine di microcorpo) separato dal citoplasma da una membrana e ubiquitario negli eucarioti. I perossisomi sono organelli con attività ossidasica. Spesso, l'ossigeno molecolare serve come co-substrato dal quale viene in seguito prodotto il perossido di idrogeno (H2O2). Il nome del perossisoma deriva infatti dalla produzione di quest'ultimo e dalla sua attività di scavenging. Questi organelli svolgono un ruolo fondamentale nel metabolismo dei lipidi e nella conversione di specie reattive dell'ossigeno. I perossisomi sono coinvolti nel catabolismo di acidi grassi a catena lunga, acidi grassi a catena ramificata, prodotti intermedi di acidi biliari (in cellule epatiche), D-amminoacidi, e poliammine. Una delle funzioni più conosciute nei perossisomi è la riduzione di specie reattive dell'ossigeno, in particolare perossido di idrogeno. Sono inoltre coinvolti nella biosintesi di plasmalogeni, es., eterofosfolipidi, essenziali per il corretto funzionamento di cervello e polmoni nei mammiferi. Contengono circa il 10% dell'attività totale di due enzimi (Glucosio-6-fosfato deidrogenasi e 6-fosfogluconato deidrogenasi) presenti nella via dei pentoso fosfati, fondamentale per il metabolismo energetico. Il coinvolgimento dei perossisomi nella sintesi di isoprenoidi e colesterolo negli animali, è tuttora oggetto di dibattito.
Altre funzioni perossisomiche note includono il ciclo del gliossilato nei semi in germinazione ("gliossisomi"), la fotorespirazione nelle foglie, la glicolisi nei tripanosomi ("glicosomi") e l'ossidazione e l'assimilazione di metanolo e/o ammine in alcuni lieviti.

## Storia
I perossisomi furono descritti per la prima volta da uno studente di dottorato svedese, J. Rhodin nel 1954. Furono identificati come organelli dal citologo e biochimico belga Christian de Duve nel 1967. De Duve e colleghi, indagarono il contenuto dei perossisomi, individuando al loro interno, diverse ossidasi coinvolte nella produzione di perossido di idrogeno (H2O2) e catalasi coinvolte nella decomposizione di H2O2 in ossigeno e acqua. Visto il loro ruolo nel metabolismo dei perossidi, De Duve li ha chiamati "peroxisomes", sostituendo il termine morfologico "microbodies" precedentemente utilizzato. Successivamente la luciferasi di lucciola, sintetizzata e immagazzinata nelle cellule dell'organo lanterna della lucciola, è stata identificata anche nei perossisomi. Questo ha poi consentito la scoperta del segnale di targeting di importazione nei i perossisomi, che in seguito ha contribuito ad importanti progressi nel campo della biogenesi del perossisoma.

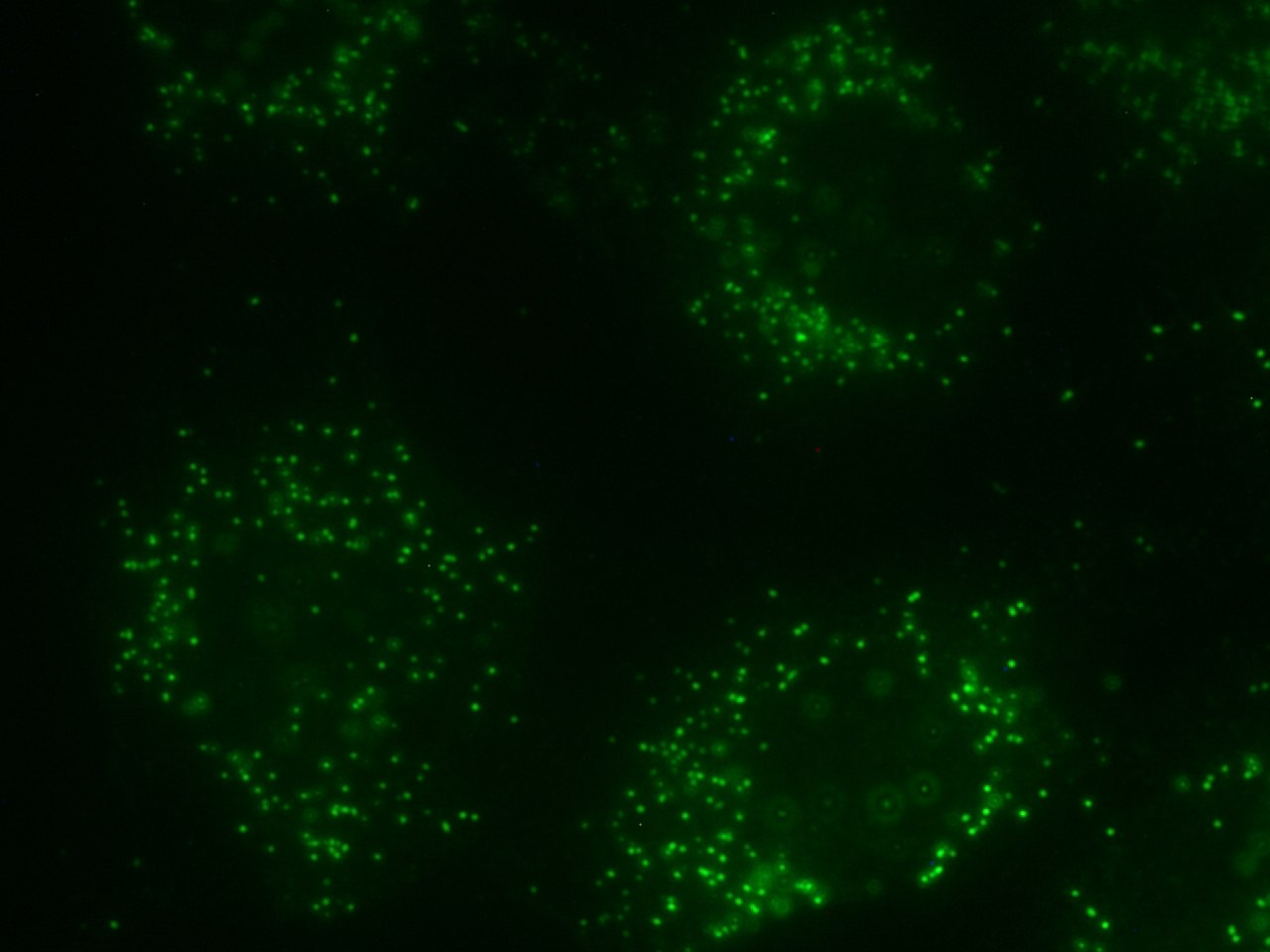
Perossisomi nel cardiomiocita neonatale di ratto

## Struttura
I perossisomi sono piccoli (0,1-1 µm di diametro) compartimenti subcellulari (organelli) con una matrice granulare fine, circondati da una biomembrana singola e presenti nel citoplasma cellulare. La compartimentazione crea un ambiente favorevole a promuovere varie reazioni metaboliche all'interno dei perossisomi, le quali sono necessarie per sostenere le funzioni cellulari e la vitalità dell'organismo.
Numero, dimensione e composizione proteica dei perossisomi sono variabili e dipendono dal tipo di cellula in cui sono presenti e dalle relative condizioni ambientali. Ad esempio, nel lievito che si utilizza per la lievitazione del pane (S. cerevisiae), è stato osservato che, con un buon apporto di glucosio, erano presenti solo pochi perossisomi che presentavano dimensioni ridotte. Al contrario, quando i lieviti venivano forniti con acidi grassi a catena lunga come unica fonte di carbonio, si potevano formare fino a 20-25 perossisomi di grandi dimensioni.

## Funzioni metaboliche
Una delle principali funzioni del perossisoma è l'ossidazione degli acidi grassi a catena molto lunga attraverso la beta ossidazione. Nelle cellule animali, gli acidi grassi a catena lunga vengono convertiti in acidi grassi a catena media, che vengono successivamente trasferiti nei mitocondri, dove infine vengono scomposti in anidride carbonica e acqua. Nei lieviti e nelle cellule vegetali, questo processo avviene esclusivamente nei perossisomi.
Anche le prime reazioni nella formazione del plasmalogeno nelle cellule animali si verificano nei perossisomi. Il plasmalogeno è il fosfolipide più abbondante nella mielina. La carenza di plasmalogeni provoca gravi anomalie nella mielinizzazione delle cellule nervose, motivo per cui molti disturbi dei perossisomi colpiscono il sistema nervoso.  I perossisomi sono inoltre coinvolti nella produzione di acidi biliari, importanti per l'assorbimento di grassi e vitamine liposolubili, come le vitamine A e K. Alterazioni cutanee sono caratteristiche dei disturbi genetici che influenzano la funzione del perossisoma.
Le vie metaboliche specifiche presenti esclusivamente nei perossisomi dei mammiferi sono:
- α-ossidazione dell'acido fitanico
- β-ossidazione di acidi grassi a catena molto lunga e acidi grassi polinsaturi
- biosintesi di plasmalogeni
- coniugazione di acido colico come parte della sintesi di acido biliare

I perossisomi contengono enzimi ossidativi, come la D-amminoacido ossidasi e l'acido urico ossidasi. Tuttavia, quest'ultimo enzima è assente nell'uomo. Ciò spiega la malattia nota come gotta, causata dall'accumulo di acido urico. Alcuni enzimi all'interno del perossisoma, usando ossigeno molecolare, rimuovono gli atomi di idrogeno da specifici substrati organici (indicati con R), in una reazione ossidativa, producendo perossido di idrogeno (H2O2, anch'esso tossico):
{\displaystyle {\ce {RH2 + O2 -> R + H2O2}}}
La catalasi, un altro enzima perossisomiale, utilizza l' H2O2 per ossidare altri substrati, tra cui fenoli, acido formico, formaldeide e alcool, mediante la reazione di perossidazione:
{\displaystyle {\ce {H2O2 + R'H2 -> R' + 2H2O}}}, eliminando così il perossido di idrogeno.
Questa reazione è importante nelle cellule del fegato e dei reni, dove i perossisomi neutralizzano la tossicità di varie sostanze che entrano nel sangue. In questo modo circa il 25% dell'etanolo consumato dall'uomo bevendo bevande alcoliche viene ossidato in acetaldeide. Inoltre, quando si verifica un accumulo di H2O2 in accesso nella cellula, la catalasi lo converte in H2O attraverso questa reazione:
{\displaystyle {\ce {2H2O2 -> 2H2O + O2}}}
Tali reazioni sono bidirezionali: da un lato vi è la riduzione del perossido d'idrogeno e dall'altro la metabolizzazione del perossido per ritornare ad una situazione non dannosa per la cellula. Questo processo, in equilibrio con l'attività mitocondriale e l'attività ossidoriduttiva del RE, mantiene la cellula in uno stato di equilibrio omeostatico. 

Nelle piante superiori, i perossisomi contengono anche una complessa batteria di enzimi antiossidanti come la superossido dismutasi, i componenti del ciclo ascorbato-glutatione e le NADP-deidrogenasi della via dei pentoso-fosfatoi. È stato inoltre dimostrato che i perossisomi generano i radicali superossido ({\displaystyle {\ce {O2^{-}}}}) e ossido nitrico ({\displaystyle {\ce {NO}}}).
Queste specie reattive dell'ossigeno, incluso l'H2O2 perossisomiale, si sono rivelate essere importanti molecole di segnalazione nelle piante e negli animali e contribuiscono sia ad un normale e sano invecchiamento, sia ai disturbi legati all'avanzare dell'età nell'uomo.
Il perossisoma delle cellule vegetali è polarizzato quando combatte contro la penetrazione fungina. L'infezione fa sì che una molecola di glucosinolato abbia un ruolo antifungino attraverso l'azione delle proteine perossisomiali (PEN2 e PEN3).
In aggiunta, i perossisomi nei mammiferi e nell'uomo contribuiscono alla difesa antivirale,  e verso altri patogeni.

## Formazione del perossisoma
I perossisomi possono derivare dal reticolo endoplasmatico in determinate condizioni sperimentali e replicarsi attraverso crescita di membrana e divisione da organelli preesistenti. La traduzione delle proteine della matrice del perossisoma, avviene prima della loro importazione nell'organello. Specifiche sequenze di aminoacidi (PTS o Peroxisomal Targeting Signal) che possono essere sia nel domino C-terminale (PTS1) che in quello N-terminale (PTS2) della molecola, segnalano che tali proteine devono essere importate nel perossisoma da ciò che viene indicato come targeting factor. Attualmente siamo a conoscenza di 36 proteine coinvolte nella biogenesi e nel mantenimento del perossisoma, conosciute con il nome inglese di peroxins, che partecipano al processo di assemblaggio del perossisoma in diversi organismi. Nelle cellule dei mammiferi sono state caratterizzate 13 di queste proteine. A differenza dell'importazione di proteine che avviene nel reticolo endoplasmatico (ER) o nei mitocondri, non è necessario che queste subiscano un processo di denaturazione per poter essere importate nel lume del perossisoma. I recettori per l'importazione delle proteine della matrice, PEX5 e PEX7, accompagnano i loro carichi (contenenti rispettivamente una sequenza di aminoacidi PTS1 o PTS2) fino al perossisoma dove rilasciano le molecole che hanno trasportato nella matrice perossisomiale per poi tornare nel citosol - un passaggio chiamato recycling. Un metodo particolare per il targeting delle proteine perossisomiali è chiamato piggybacking. Le proteine che vengono trasportate con questo metodo unico, non hanno un PTS canonico, ma si legano piuttosto a una proteina PTS per essere trasportate come complesso. Un modello che descrive il ciclo di importazione viene definito come extended shuttle mechanism o meccanismo a shuttle esteso. Esistono ora prove del fatto che l'idrolisi dell'ATP è necessaria per il riciclo dei recettori nel citosol. Inoltre, l'ubiquitinazione è cruciale per l'esportazione di PEX5 dal perossisoma, al citosol. La biogenesi della membrana perossisomiale e l'inserimento di proteine di membrana perossisomiale (PMP) richiede l'intervento delle proteine perossisomiali PEX19, PEX3 e PEX16. PEX19 è un recettore e un chaperone di PMP, che lega le PMP e le instrada alla membrana perossisomiale, dove interagisce con PEX3, una proteina di membrana integrale perossisomiale. Le PMP vengono quindi inserite nella membrana perossisomiale.
Il degrado dei perossisomi si chiama pexofagia.

## Interazione e comunicazione perossisomiale
Le diverse funzioni dei perossisomi richiedono dinamicità e cooperazione con molti organelli coinvolti nel metabolismo lipidico cellulare come il reticolo endoplasmatico (ER), i mitocondri, adipociti e lisosomi.
I perossisomi interagiscono con i mitocondri in diverse vie metaboliche, tra cui la beta ossidazione degli acidi grassi e il metabolismo delle specie reattive dell'ossigeno. Entrambi gli organelli sono in stretto contatto con il reticolo endoplasmatico (ER) e condividono diverse proteine, inclusi i fattori di fissione. I perossisomi interagiscono anche con il reticolo endoplasmatico (ER) e collaborano alla sintesi di etero (plasmalogeni) che sono importanti per le cellule nervose (vedi sopra). Il contatto fisico tra organelli è spesso mediato da siti di contatto di membrana in cui le membrane di due organelli sono legate fisicamente per consentire un rapido trasferimento di piccole molecole, agevolare la comunicazione tra organelli, e sono cruciali per il coordinamento delle funzioni cellulari, quindi per le condizioni fisiologiche essenziali per la salute nell'essere umano. Alterazioni dei siti di contatto della membrana sono stati osservati in diverse condizioni patologiche.

## Patologie associate
I disturbi perossisomiali sono una classe di patologie che comunemente colpiscono il sistema nervoso umano e altri sistemi. Esempi comuni sono patologie come: L'Adrenoleucodistrofia legata al cromosoma X, Sindrome di Zellweger e la Condrodisplasia rizomelica.

## Geni
I geni PEX codificano per il meccanismo proteico necessario per il corretto assemblaggio del perossisoma, come descritto sopra. L'assemblaggio e la manutenzione della membrana richiedono tre di questi (PEX3, PEX16 e PEX19) e possono verificarsi senza l'importazione degli enzimi della matrice (lume). La proliferazione dell'organello è regolata da Pex11p.
I geni che codificano per le proteine di questo meccanismo proteico includono: PEX1, PEX2 (PXMP3), PEX3, PEX5, PEX6, PEX7, PEX9, PEX10, PEX11A, PEX11B, PEX11G, PEX12, PEX13, PEX14, PEX16, PEX19, PEX26, PEX28, PEX30 e PEX31. Tra organismi, la numerazione e la funzione PEX possono differire.

## Origine ed evoluzione
Il contenuto proteico dei perossisomi varia a seconda delle specie o dell'organismo. La presenza di proteine comuni in molte specie, ha in passato suggerito un'origine endosimbiotica; vale a dire, i perossisomi si sono evoluti da batteri che hanno invaso le cellule in quanto parassiti e hanno progressivamente sviluppato una simbiosi. Tuttavia, questa prospettiva è stata messa in discussione da più recenti scoperte. Ad esempio, i mutanti privi di perossisomi possono ripristinarli in seguito all'introduzione del gene wild-type.
In seguito a due analisi evolutive (indipendenti) del proteoma perossisomico, sono state riscontrate omologie tra il meccanismo di importazione perossisomiale e il percorso ERAD nel reticolo endoplasmatico. Inoltre, sono state individuate omologie tra enzimi metabolici, probabilmente reclutati dai mitocondri. Recentemente, è stata suggerita un'origine attinobatterica del perossisoma, tuttavia, questa teoria presenta delle controversie.

## Altri organelli correlati
Altri organelli noti come nicrocorpi e correlati ai perossisomi includono: i gliossisomi di piante e funghi filamentosi, i glicosomi di cinetoplastidi, e corpi di Woronin nei funghi filamentosi.